# Sophie Gengembre Anderson
Sophie Gengembre Anderson (Párizs, 1823 – Falmouth, Cornwall, Egyesült Királyság, 1903. március 10.) franciaként született brit festőművész, aki főként a gyermekek és nők témájára specializálódott.
Édesapja, Charles Gengembre, párizsi építész angol asszonyt vett feleségül. Sophie nagyrészt autodidakta módon képezte magát, de részt vett egy portréfestészeti képzésen Charles Auguste de Steuben vezetésével Párizsban 1843-ban. Később a család az Egyesült Államokba költözött az 1848-as forradalom miatt. Sophie itt ismerkedett meg Walter Andersonnal, akihez feleségül ment.

## Képei

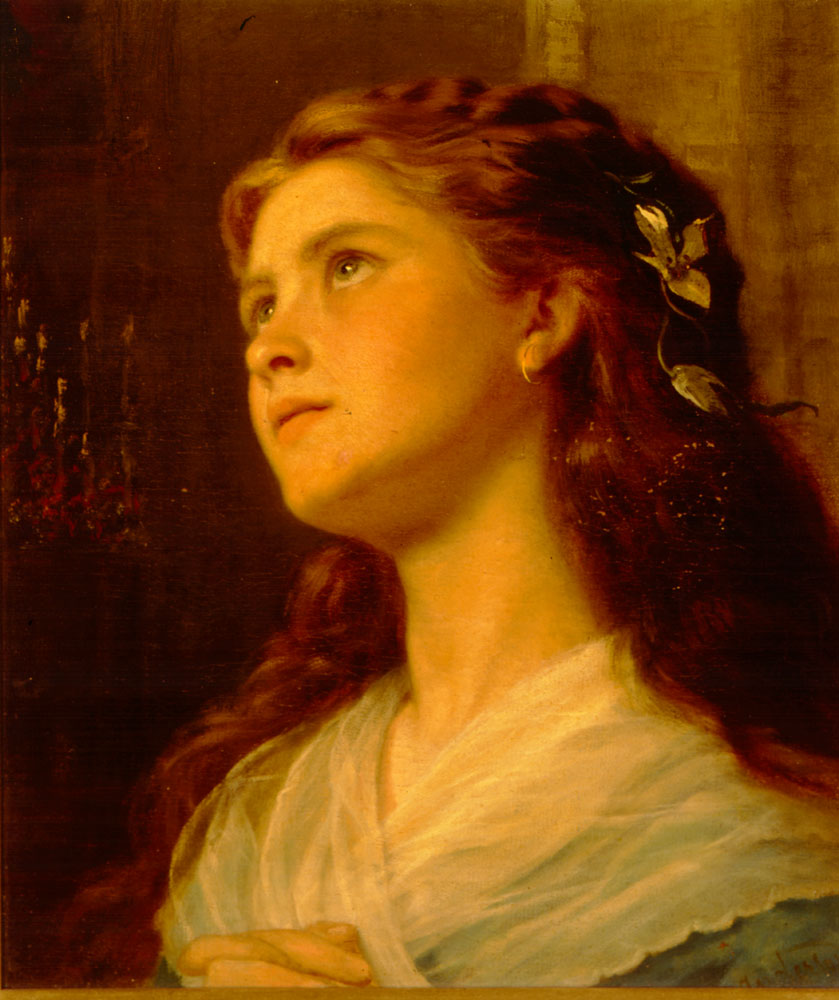
Fiatal lány
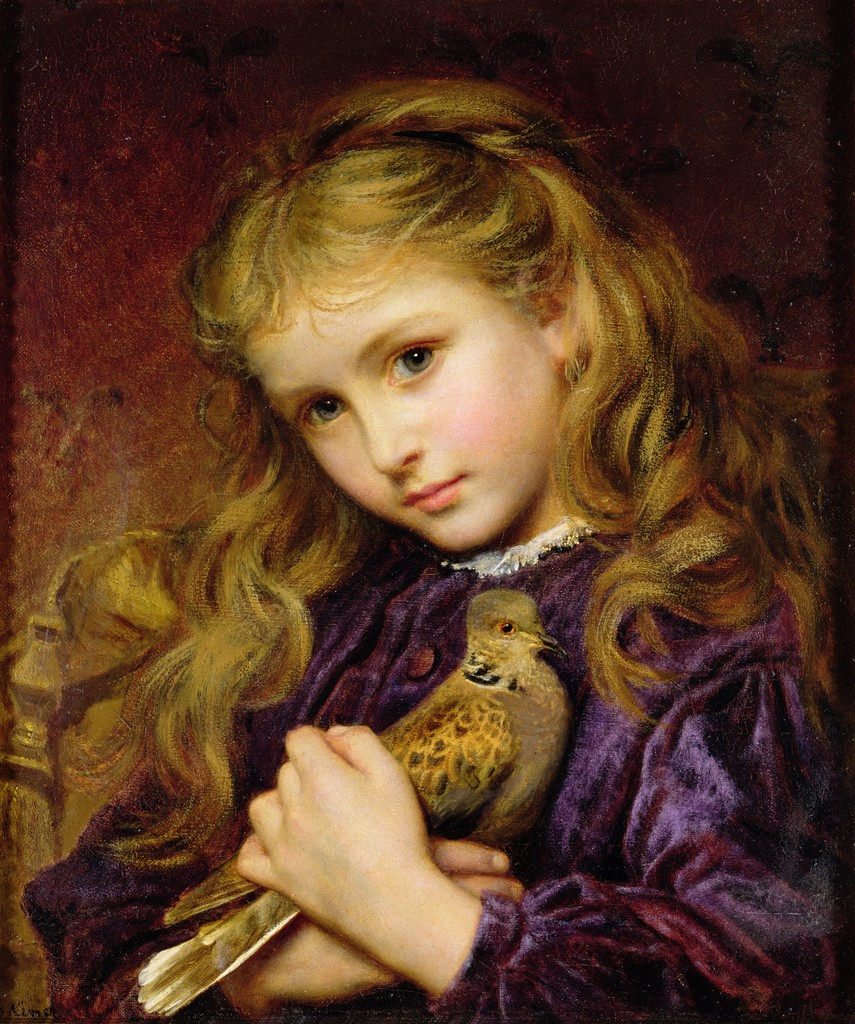
Vadgerle
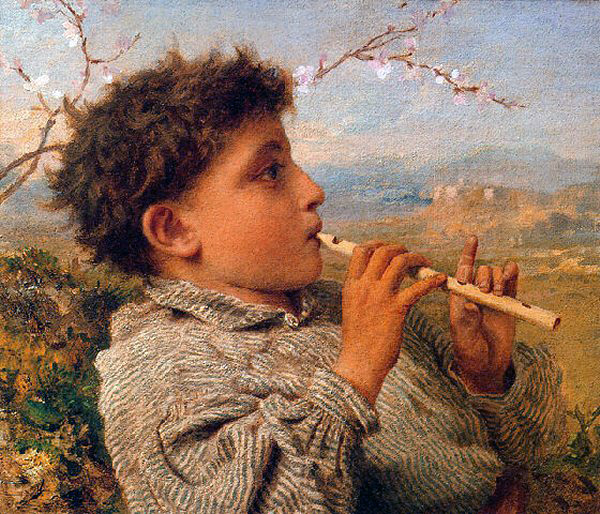
Furulyázó pásztorfiú
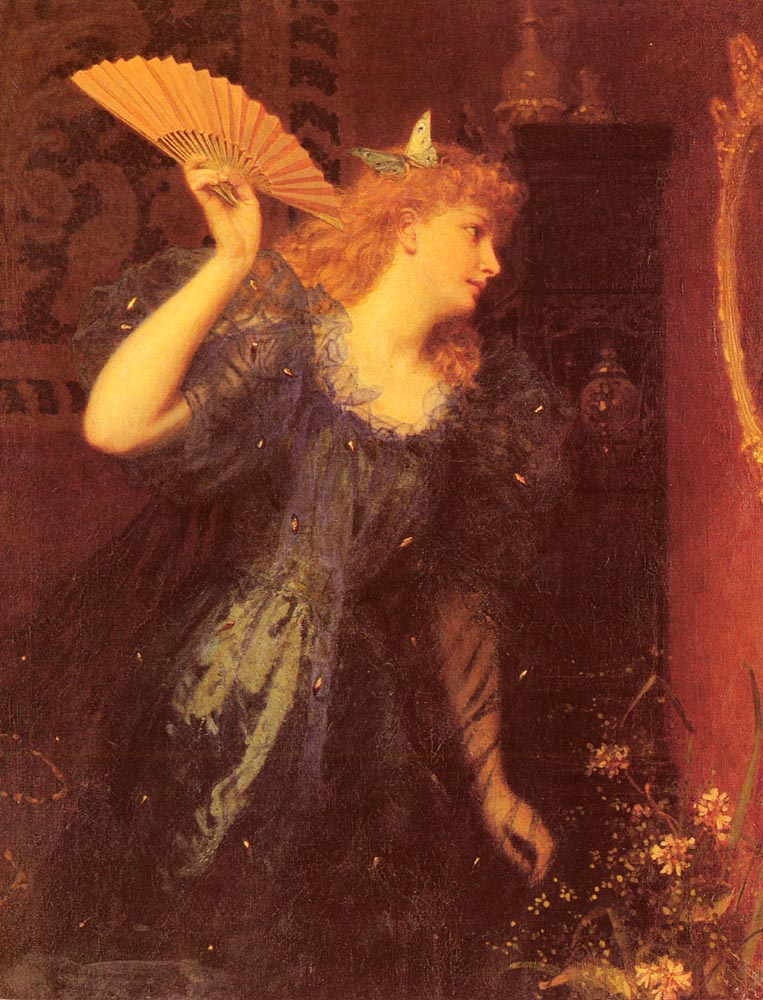
Indulás a bálba